# Malte Spohr
Malte Spohr (* 18. Mai 1958 in Hamburg) ist ein deutscher Künstler. 

## Leben
Malte Spohr studierte von 1982 bis 1984 an der Hochschule für angewandte Wissenschaften Hamburg bei Friedrich Einhoff. 1984 bis 1989 studierte er an der Hochschule für Bildende Künste Braunschweig Bildhauerei und wurde 1990 Meisterschüler bei Heinz-Günter Prager.
1988 bis 1989 erhielt er ein Stipendium der Studienstiftung des deutschen Volkes, dem sich 1991 ein Reisestipendium der Studienstiftung des deutschen Volkes für Kreta, Malta und Sizilien anschloss. 1989 bis 1990 verbrachte er einen Studienaufenthalt an der Universidad de Bellas Artes in Barcelona und begann sich dort intensiv mit der Fotografie von Parks und Innenhöfen zu befassen. 2011 hatte er eine Vertretungsprofessur an der Hochschule für Künste Bremen inne. Spohr ist verheiratet mit der Künstlerin Bettina Munk und lebt in Berlin.

## Werk
In einer ersten Werkphase nach der Tradition der Arte Povera entwickelte Malte Spohr Skulpturen aus unzähligen Schichten von Karton, mit denen er im Jahr 2000 seine bildhauerische Arbeit abschloss. Aus einer Skizze für eine seiner Skulpturen, in der Spohr die linienhafte horizontale Schichtung des Kartons zeichnete, ging ein singuläres zeichnerisches Verfahren hervor, das Spohr bis heute als Zeichner fortführt.
Die mit der Kamera aufgenommenen flüchtigen Naturphänomene bilden seither das Ausgangsmaterial für die Zeichnung. Es geht in Spohrs Werk um „die mediale Transposition der Fotografie zur Zeichnung“, durch die „eine Welt entsteht, die sich in Fragmenten entfaltet und sichtbar wird“. Spohrs Zeichnungen treiben nicht die Erinnerung an das Sichtbare voran, „viel eher kommt das Verfahren Tagebuchaufzeichnungen gleich, so als schriebe Spohr seine Gedanken nieder“.
Malte Spohr ist Mitglied im Deutschen Künstlerbund und wird vertreten von den Galerien Werner Klein in Köln und Inga Kondeyne in Berlin.

## Auszeichnungen
- 1991: Reisestipendium der Studienstiftung des deutschen Volkes für Kreta, Malta und Sizilien
- 1992: Erster Preis im Trophäenwettbewerb des Skulpturenmuseums Glaskasten, Marl
- 1997: Arbeitsstipendium der Stiftung Kulturfonds, Berlin
- 2000: Stipendiat der Stiftung Kulturfonds, Berlin, im Künstlerhaus Ahrenshoop
- 2001: Projektförderung der Senatsverwaltung für Wissenschaft, Forschung und Kultur, Berlin
- 2004: Stipendium der Stiftung Kunstfonds, Bonn

## Öffentliche Sammlungen
- Staatliche Museen zu Berlin, Kupferstichkabinett
- Berlinische Galerie, Landesmuseum für Moderne Kunst, Fotografie und Architektur
- Neuer Berliner Kunstverein, Artothek
- Kunstmuseum Bonn
- Kunsthalle Bremen
- Bremer Landesbank
- Museum Kunstpalast, Düsseldorf, Sammlung Hanck
- Hamburger Kunsthalle, Kupferstichkabinett
- Staatliche Kunsthalle Karlsruhe
- Skulpturenmuseum Glaskasten, Marl
- Staatliche Graphische Sammlung München
- Museum gegenstandsfreier Kunst, Otterndorf
- ifa, Institut für Auslandsbeziehungen, Stuttgart

## Ausstellungen (Auswahl)
- 2003: Kunstmuseum Bonn, Zeichnung heute IV
- 2003: Städtische Galerie im Lenbachhaus, München, Malte Spohr. Zeichnungen
- 2005: Museum gegenstandsfreier Kunst, Otterndorf, in einem garten an einem weg
- 2007: Kunsthalle Bremen, Malte Spohr. Am Horizont. Zeichnungen und Photographien
- 2007: Berlinische Galerie, Grafik im Licht
- 2008: Staatliche Kunsthalle Karlsruhe, Malte Spohr. Am Horizont. Zeichnungen und Photographien
- 2008: Museum Folkwang, Essen, Zeichnung als Prozess. Aktuelle Positionen der Grafik
- 2010: Kunstmuseum Bonn, Tourneeausstellung ifa Galerie[8], Linie, Line, Linea
- 2012: Museum Kunstpalast, Düsseldorf, Aus Passion
- 2013: Staatliche Museen zu Berlin, Kupferstichkabinett, System und Sinnlichkeit; Kunsthalle Bremen, Lass Dich von der Natur anwehen
- 2016: Hamburger Kunsthalle, Zeichnungsräume. Positionen zeitgenössischer Graphik
- 2018: mpk – Museum Pfalzgalerie Kaiserslautern, Malte Spohr. Aufzeichnungen 1994–2018
- 2020: Berlinische Galerie, Gezeichnete Stadt

## Veröffentlichungen
- Malte Spohr. Zeichnungen und Photographien. Weidle Verlag, Bonn 2002.
- Nach der Natur. Zwischenspiel III. Berlinische Galerie, Berlin 2002.
- Malte Spohr. Zeichnung heute IV. Kunstmuseum Bonn, 2003.
- Malte Spohr. in einem garten an einem weg. Zeichnungen. Studio A Otterndorf, Museum gegenstandsfreier Kunst, 2005.
- Zeichnung als Prozess. Aktuelle Positionen der Grafik. Museum Folkwang (Hrsg.), Essen. Kehrer Verlag, Heidelberg 2008.
- Linie, Line, Linea. Zeichnung der Gegenwart. ifa, Institut für Auslandsbeziehungen, Stuttgart; Kunstmuseum Bonn,. DuMont Verlag, Köln 2010.
- Berlin zeichnet. Ludwig Museum, Koblenz; Geuer & Breckner, Düsseldorf 2010.
- Aras Passion. Die Sammlung Hanck im Museum Kunstpalast. Düsseldorf, Wienand Verlag, Köln 2012.
- System und Sinnlichkeit. Die Sammlung Schering Stiftung. Staatliche Museen zu Berlin, Kupferstichkabinett. Wienand Verlag, Köln 2013.
- Lass Dich von der Natur anwehen. Landschaftszeichnung der Romantik und Gegenwart. Kunsthalle Bremen, Kerber Verlag, Bielefeld 2013.
- Malte Spohr. Aufzeichnungen 1994–2018. mpk – Museum Pfalzgalerie Kaiserslautern, 2018.

## Musik
- Sidney Corbett: Lines for Malte Spohr. Komposition für Kammerensemble. Edition Peters, Leipzig / London / New York, 2006.
- Sidney Corbett: Qafsiel aus der Serie Himmelskörper. Komposition für Violine und Akkordeon, gewidmet Malte Spohr. 2017.